# Wilhelm Köhl

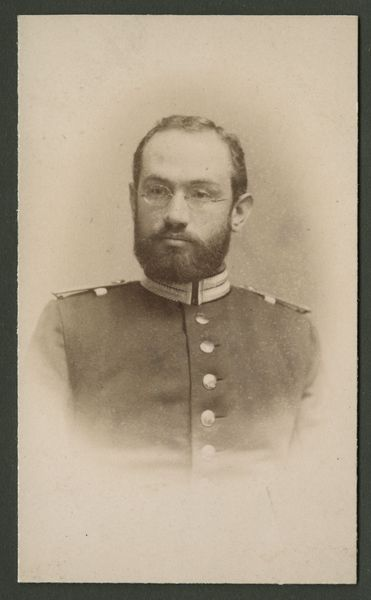
Wilhelm Köhl

Wilhelm Köhl (* 25. April 1859 in Kaiserslautern; † 29. Oktober 1942 in Pfaffenhofen an der Roth) war ein bayerischer Generalleutnant im Ersten Weltkrieg.

## Leben

### Familie
Er war der Sohn des Landgerichtsrates in Speyer Valentin Köhl und dessen Ehefrau Elise, geborene Geiger. Köhl verheiratete sich 1885 mit Walburga Mahler. Aus der Ehe gingen acht Kinder, darunter auch der später bekannt gewordene Flugpionier Hermann Köhl (1888–1938) hervor.

### Militärkarriere
Nach Absolvierung des Realgymnasiums trat Köhl 1878 als Dreijährig-Freiwilliger in das 2. Pionier-Bataillon der Bayerischen Armee in Speyer ein. Nach dem erfolgreichen Besuch der Kriegsschule München kommandierte man ihn an die Artillerie- und Ingenieur-Schule. Dort wurde Köhl am 1. April 1881 zum Sekondeleutnant befördert. Unter Stellung à la suite des Ingenieur-Korps folgte am 18. August 1884 seine Kommandierung für vier Jahre zur Bundesfestung Ulm. Nach seiner Rückkehr zu seinem Bataillon teilte man ihn der 4. Kompanie in Germersheim zu. Köhl absolvierte dann vom 1. Oktober 1888 für drei Jahre die Kriegsakademie, die ihm die Qualifikation für das Lehrfach und den Referatsdienst aussprach. Zwischenzeitlich hatte man ihn am 6. März 1890 zum 2. Fußartillerie-Regiment und am 29. Oktober 1890 unter Beförderung zum Premierleutnant in das 1. Fußartillerie-Regiment „vakant Bothmer“ versetzt. Dort stieg Köhl im April 1894 zum Hauptmann und Kompaniechef auf. Von 1898 bis 1903 war er als Lehrer an der Artillerie- und Ingenieur-Schule tätig. Anschließend wieder als Kompaniechef in das 1. Fußartillerie-Regiment versetzt, wurde Köhl hier am 8. März 1905 zum Major befördert und zum Kommandeur des II. Bataillons ernannt. 1907/09 fungierte er als 1. Artillerieoffizier vom Platze in Ingolstadt wurde anschließend als Oberstleutnant Direktor des Artillerie- und Traindepots. In dieser Stellung am 26. Mai 1910 zum Oberst befördert, war Köhl vom 15. Dezember 1911 bis 30. September 1913 Kommandeur des 1. Fußartillerie-Regiments „vakant Bothmer“ und dann als Generalmajor Kommandant der Festung Ingolstadt. 1914 folgte seine Ernennung zum Inspekteur der Technischen Institute. Damit unterstanden ihm die Gewerkfabrik Amberg, die Geschützgießerei und Geschoßfabrik Ingolstadt, die Artilleriewerkstätten in München sowie das Hauptlaboratorium und die Pulverfabrik.
Diese Stellung hatte Köhl bis über den Ausbruch des Ersten Weltkriegs inne. Er wurde dann am 4. Oktober 1915 zum General der Fußartillerie Nr. 3 beim Armeeoberkommando 8 an der Ostfront ernannt und nahm an der Schlacht vor Dünaburg und Riga sowie den dortigen Stellungskämpfen teil. Für seine Leistungen erhielt er beide Klassen des Eisernen Kreuzes. Am 21. August 1916 von seinem Kommando entbunden, wurde Köhl anschließend zum Gouverneur der Festung und Provinz Namur im besetzten Belgien ernannt. Als solcher war Köhl mit weitreichenden Machtbefugnissen ausgestattet und erließ mehrfach Erlasse und Verordnungen, u. a. am 31. März 1917, als er den gesamten Waldbestand sowie die Holzvorräte in der Provinz beschlagnahmte. In dieser Stellung wurde er am 17. Januar 1917 zum Generalleutnant befördert. In Genehmigung seines Abschiedsgesuches wurde Köhl am 17. Januar 1918 mit der gesetzlichen Pension unter Verleihung des Sterns zum Militärverdienstorden II. Klasse mit Schwertern zur Disposition gestellt.